# Sân bay Brescia
Sân bay Brescia (IATA: VBS, ICAO: LIPO) là một sân bay ở Montichiari, gần Brescia, Italia. Đây là một trong những sân bay chính của vùng, ngoài ra còn có Sân bay quốc tế Malpensa, Sân bay Milano-Linate và Sân bay Orio al Serio.

## Các hãng hàng không và các tuyến điểm

### Nội địa
- Ryanair (London-Stansted)

#### Các hãng quốc tế
- Jade Cargo International

### Các tuyến thuê bao mùa Hè năm 2008
- FlyBe (Birmingham, Manchester, Southampton)